# مسرح ديكارتي

يتم تمثيل الأشياء التي تم تجربتها داخل عقل المراقب.

المسرح الديكارتي هو مصطلح صاغه الفيلسوف وعالم الإدراك دانيال دينيت لنقد خلل مستمر في نظريات العقل، والذي قدمه في كتابه "الوعي مفسرا" الصادر عام 1991.